# Martin Charlier
 (juin 2020).
Si vous disposez d'ouvrages ou d'articles de référence ou si vous connaissez des sites web de qualité traitant du thème abordé ici, merci de compléter l'article en donnant les références utiles à sa vérifiabilité et en les liant à la section « Notes et références ».
Martin Charlier, connu également sous son personnage de Kiki l'innocent, est un humoriste belge né à Verviers le 28 septembre 1977.
Fils de Francis Charlier (1950-1989) et de Jeanine Smets (1952)

## Biographie
Après avoir obtenu les prix du public et de la presse au Festival du rire Bierges en 2004, il se fait remarquer lors du Festival international du rire Rochefort en 2005, où il obtient en direct sur les télévisions francophones, les prix du public et des téléspectateurs grâce à son sketch du Bob. On le voit en 2006 dans l'émission Signé Taloche (La Une) et dans Comic'Hôtel (Télés locales francophones). Depuis 2007, il passe régulièrement dans Le Meilleur de l'humour à la télévision belge (La Deux).
De 2010 à 2011, il est la vedette d'une mini websérie intitulée « The Amazing Martin Show » sur www.rtbf.be/video.
En 2011, il tourne dans une nouvelle série web intitulée « Comme un Lundi » qui fait le buzz sur Youtube (plus de 10 000 vues en 3 jours seulement).
Le 20 avril 2012, il réussit son premier passage dans « On n'demande qu'à en rire ! » sur France 2. Il fait actuellement toujours partie de l'équipe et totalise 4 passages.
En décembre 2012, il propose pour la première fois un spectacle best-of intitulé « Morceaux choisis » qu'il présente avec succès à Bruxelles et à Herve.
En février 2013, il est élu Verviétois de l'année 2012 dans la catégorie « Buzz de l'année » à la suite de ses passages dans « On ne demande qu'à en rire ».
L'année 2013 voit également Martin organiser son propre festival du rire à Herve, la ville de son cœur! En effet, il est à la base du premier festival d'humour 100 % belge, le Caval'rire, allusion à peine cachée à la Cavalcade de Herve, le célèbre cortège qui a lieu tous les lundis de Pâques.
Le 11 juin 2013, grâce à son ami Jérôme de Warzée qui l'invite dans sa séquence matinale sur Vivacité Un cactus dans le waterzooi, Martin fait le buzz sur les réseaux sociaux avec une chronique sur un président de club de supporter. La vidéo est vue à plus de 75 000 vues en quelques jours seulement. Le personnage de Kiki l'Innocent est né. À ce jour, il est apparu dans dix chroniques, totalisant à ce jour[Quand ?] plus de 400 000 vues.
On aperçoit également Martin régulièrement dans Les Enfants de Chœur au cours de la saison 2013-2014 
En juin 2014, c'est l'apothéose pour Martin, alias Kiki l'innocent désormais, puisqu'avec Jérôme de Warzée, ils font un véritable tabac dans la quotidienne Viva Brasil - le mag avec leur séquence Les Cariocas sociaux où ils revisitent quotidiennement l'actualité de la Coupe du Monde Brésil 2014 sur le plateau de La Une et La Deux. C'est un succès sans précédent. Dans la foulée, en septembre 2014, il présente son nouveau spectacle Kiki mouille son maillot où on découvre toute une galerie de personnages avec Kiki en maître de cérémonie. Parallèlement, le duo Jérôme de Warzée/Martin Charlier fait sa grande entrée dans La Tribune où, tous les lundis, ils ponctuent l'émission avec l'intervention de Kiki. Un succès immédiat.
En septembre 2015, tout en entamant une 2e saison de La Tribune sur La Deux, Martin débarque dans la toute nouvelle émission Le Grand Cactus dans laquelle son comparse Jérôme de Warzée réunit une toute nouvelle génération d'humoriste parmi lesquels Kody, James Deano, Sarah Grosjean, Bénédicte Philippon, Freddy Tougaux et Fabian Le Castel pour décrypter l'actualité. Martin y incarne toutes les professions parmi lesquelles un militaire, un fermier, un postier, un chef de gare, un camionneur, un étudiant, etc. L'émission fait un véritable tabac et est prolongée pour les saisons suivantes.
En juin 2016, Martin rempile avec Jérôme pour l'Euro 2016 où, tous les soirs, Kiki et Jérôme se lâchent en direct. Ils proposent également une séquence de doublage qui vaut le détour.

## Spectacles

### Déjà tout p'tit...(1996)
Son premier spectacle intitulé Déjà tout p'tit... est écrit alors qu'il n'a que 19 ans et qu'il est toujours étudiant à Mons. On y retrouve son tout premier sketch Les Blagues dans lequel il raconte une histoire drôle de quatre manières différentes. C'est aussi pour ce spectacle qu'il coécrit Le Bob avec son ami écrivain Freddy Massin.

### Il faut qu'on en parle!(2000)
En l'an 2000, toujours étudiant, Martin sort son 2e opus, qui lui permettra 5 ans plus tard de se lancer professionnellement dans le métier. Spectacle plus mûr avec des personnages plus affinés, il contient des sketchs tels que Le gars raciste, Le cocktail, Les médecins ou encore La Messe Academy dans lequel il compare la religion à la télé-réalité.

### Un jour avec Martin(2007)
En octobre 2007, il présente son dernier spectacle en date, dans lequel Martin mêle à la fois le stand-up et les sketchs à personnages. Il utilise sa vie quotidienne pour nous confronter à notre propre réalité. Les sketchs les plus populaires sont Le Gilet, La Visite Guidée, La Friterie, mais surtout ses trois versions du classique Les 3 p'tits cochons en anglais, néerlandais et wallon.

### Crise de mauvaise foi(2010)
Dernier opus en date de l'humoriste, ce tout dernier spectacle paraît plus abouti encore. Fort de son expérience télé du Amazing Martin Show, Martin nous propose ici une galerie de personnages hauts en couleur, avec une mauvaise foi évidente, qui empoisonnent nos journées. Martin lui-même fait put-être partie de ces derniers. On y retrouve des sketchs tels que Terreaux et jardins, un clin d'œil aux émissions de jardinage, Le Couteau, un tableau à peine caricaturé de l'enseignement, mais aussi Le Tribunal, un amas de mauvaise foi ! 

### Morceaux choisis(2012)
Pour la première fois, Martin rassemble tous ses meilleurs sketchs dans un même spectacle. Du garagiste à Luc Navet en passant par Les 3 p'tits cochons, La friterie, Le Bob ou encore 
Rocky, Martin redécouvre son propre répertoire. Le spectacle sera capté et diffusé sur La Deux à plusieurs reprises dès 2015.

### Kiki mouille son maillot (2014)
Vu le succès du personnage depuis ses apparitions dans Le Cactus ou lors de la Coupe du Monde, Martin se devait de donner une place de choix à Kiki dans son nouveau spectacle. En maître de cérémonie, Kiki nous présentera tous les autres personnages croustillants de l'univers de Martin. Un spectacle à succès qui tournera partout en Belgique francophone.

## Vie amoureuse (2021)
Le 31 mai 2021, la presse indique que Martin Charlier forme un couple avec la bourgmestre de Verviers, Muriel Targnion. Une idylle entre deux habitants de la région verviétoise bien connus qui ne manque pas d'étonner.
"On s’est rencontré via un ami en commun mais on ne se connaissait pas du tout (...)" nous glisse le Liégeois Martin Charlier au sujet de son nouvel amour qui n’est autre que la très connue bourgmestre de Verviers. "Le plus marrant est qu’on se connaissait par personne interposée… Bien que je me suis rendu compte que je la connaissais plus qu’elle ne me connaissait. Ce n’est pas qu’elle n’aime pas l’humour, car elle rigole beaucoup, mais c’est plutôt la télé qui n’est pas son truc. Elle ne la regarde jamais. La seule image qu’elle avait de moi est celle de mon personnage Kiki L’innocent, supporter du Standard. Et j’ai appris après qu’elle croyait vraiment que j’étais supporter et que j’étais un vrai baraki (sourire) ! Je lui ai dit : ‘mais non, c’est parce que je suis à ce point bon acteur que j’arrive à te le faire croire (sourire!)"'.

## Court-métrage
En 2004, sous la houlette de Jean-Frédéric Eerdekens, il tourne dans le court-métrage Choix Multiples qui sera primé au festival Media 10/10 de Namur, et diffusé sur les chaînes belges francophones.